# Ann-Marie Kyndel
Birgit Anna Maria (Ann-Marie) Kyndel, född 28 februari 1921 i Norrköpings Matteus församling, död 28 november 1999 i Kullerstads församling, var en svensk romans-, operett- och kyrkosångerska, sopran, i Norrköping. 
Ann-Marie Kyndel var ingift i musikerfamiljen Kyndel genom äktenskap med amatörpianisten och egenföretagaren Arne Kyndel, bror till yrkesmusikerna Nils Kyndel, Tore Kyndel och Otto Kyndel. Hon utbildade sig för Carin Edelberg-Ander och hovsångaren Martin Öhman. Öhman, som i Kyndel såg en naturbegåvad dramatisk sopran, rekommenderade skolning till operasångerska. Anbud om framträdanden kom från Berns och Oscarsteatern. Sångerskan  valde emellertid av familjeskäl att bli sin hemstad trogen. Hennes röst hade en rak, fyllig ton som vid behov kunde vara voluminös. En säker tonträffning gjorde att hon utan svårighet kunde sjunga a cappella. 
Under ett par årtionden var Ann-Marie Kyndel en av de mest kända musikprofilerna i Norrköping. Hon framträdde vid ett tillfälle på stadens då främsta utomhusscen Kakhuset inför 5 000 personer. Ann-Marie Kyndel var här en ständigt återkommande artist, vilket gjorde henne folkkär bland många Norrköpingsbor. Ann-Marie Kyndel uppträdde även på Lilla Teatern samt deltog i de populära revyerna av Tjadden Hällström på Arbisteatern. Hon framträdde som Ulla Winblad i de i Norrköping årligen hållna Bellmanfestspelen. Hon sjöng i Riksradion där hon hade ett eget program 16 januari 1954. Ann-Marie Kyndel musicerade även med sonen Lars-Olof Kyndel, tidigare musikdirektör i Hjorthagskyrkan i Stockholm.